# Melvyn Bragg
Melvyn Bragg, Baron Bragg, CH, HonFRS, FBA , FRSL (nascido em 6 de outubro de 1939), é um emissor, autor e parlamentar inglês. Ele é mais conhecido por seu trabalho com a ITV como editor e apresentador do The South Bank Show (1978–2010) e pela série de documentários da BBC Radio 4 In Our Time.
No início de sua carreira, Bragg trabalhou para a BBC em várias funções, incluindo apresentador, uma conexão que foi retomada em 1988 quando ele começou a hospedar Start the Week na Radio 4. Após se tornar nobre em 1998, ele passou a apresentar o novo In Our Time, um programa de rádio de discussão acadêmica, que já teve mais de 900 edições transmitidas e é um podcast popular. Ele foi Chanceler da Universidade de Leeds de 1999 a 2017.

## Juventude
Bragg nasceu em 6 de outubro de 1939 em Carlisle,  filho de Mary Ethel (nascida Park), uma alfaiate, e Stanley Bragg, um estoquista que se tornou mecânico. Ele recebeu o nome de Melvyn por sua mãe depois que ela viu o ator Melvyn Douglas em um cinema local. Ele foi criado na pequena cidade de Wigton, onde frequentou a escola primária de Wigton e mais tarde a Escola Nelson Thomlinson, onde foi monitor-chefe. Ele era filho único, nascido um ano depois do casamento de seus pais. Seu pai estava longe de casa servindo na Força Aérea Real por quatro anos durante a guerra. Sua educação e experiências de infância foram típicas do ambiente da classe operária daquela época.

## Carreira

### Rádio
Bragg começou sua carreira em 1961 como estagiário geral na BBC. Foi beneficiário de apenas um dos três estágios concedidos naquele ano. Ele passou seus primeiros dois anos no rádio no BBC World Service, depois no BBC Third Program e no BBC Home Service. Ele se juntou à equipe de produção da série de artes Monitor de Huw Wheldon na BBC Television. Ele apresentou o programa de livros da BBC Read All About It (e também foi seu editor, 1976-1977) e The Lively Arts, uma série de arte da BBC Two. Ele então editou e apresentou o programa de artes da London Weekend Television The South Bank Show de 1978 a 2010. Sua entrevista com o dramaturgo Dennis Potter, pouco antes de sua morte, é regularmente citada como um dos momentos mais comoventes e memoráveis da televisão de todos os tempos. Por estar tão interessado em gêneros populares quanto clássicos, ele é creditado por tornar as artes mais acessíveis e menos elitistas.
Ele foi Chefe de Artes da LWT de 1982 a 1990 e Controlador de Artes da LWT de 1990. Ele também é conhecido por seus muitos programas na BBC Radio 4, incluindo Start the Week (1988 a 1998), The Routes of English (mapeando a história da língua inglesa) e In Our Time (1998 até o presente), que em março de 2011 transmitiu seu 500º programa. A saída pendente de Bragg do South Bank Show foi retratada pelo The Guardian como o último dos grandes da ITV, especulando que a próxima geração de emissores da ITV não teria a mesma longevidade ou influência que Bragg ou seus contemporâneos da ITV John Birt, Greg Dyke, Michael Grade e Christopher Bland.

### Escrita
Em 1972, ele co-escreveu o roteiro do filme de Norman Jewison, Jesus Christ Superstar (1973). Apesar de ter publicado vários trabalhos, não conseguiu ganhar a vida com a escrita, sendo obrigado a regressar à televisão em meados dos anos 1970.

## Vida pessoal
Bragg é parente de Sir William Henry Bragg e de seu filho, Sir Lawrence Bragg, que receberam o Prêmio Nobel de Física em 1915 por seu trabalho em análise de estrutura cristalina de raios-X. Ele apresentou um programa da Radio 4 sobre o assunto em agosto de 2013.